# Jason Priestley
Jason Bradford Priestley (Vancouver, Columbia Britànica, 28 d'agost de 1969) és un actor i director canadenco-estatunidenc, conegut per haver interpretat a Brandon Walsh en la sèrie de la FOX Beverly Hills, 90210 (1990–2000).

## Biografia
Interpreta diversos papers secundaris sobretot el d'un adolescent a la sèrie 21 Jump Street als episodis Canvi de líder i Cas de consciència el 1987.
El 1990 i després dels seus precedents papers, és observat i escollit per interpretar el paper de Brandon Walsh a la sèrie de televisió Beverly Hills 90210, que l'ha fet famós.
El 2005, interpreta el paper de Jack Harper a Tru Calling abans de l'aturada definitiva de la sèrie al cap de dues temporades.
El 2010, és escollit per interpretar el primer paper de la sèrie de televisió canadenca Call Me Fitz, quatre temporades.
El 2012, participa amb Jennie Garth, Luke Perry i Gabrielle Carteris, els seus antics companys de la sèrie Beverly Hills 90210, en un anunci per als texans, Old Navy.
El seu primer llargmetratge, estrenat el 2014, Cas and Dylan va aconseguir el Premi del Públic al festival de cinema de Whistler i el premi a la millor actriu per Tatiana Maslany

## Vida personal

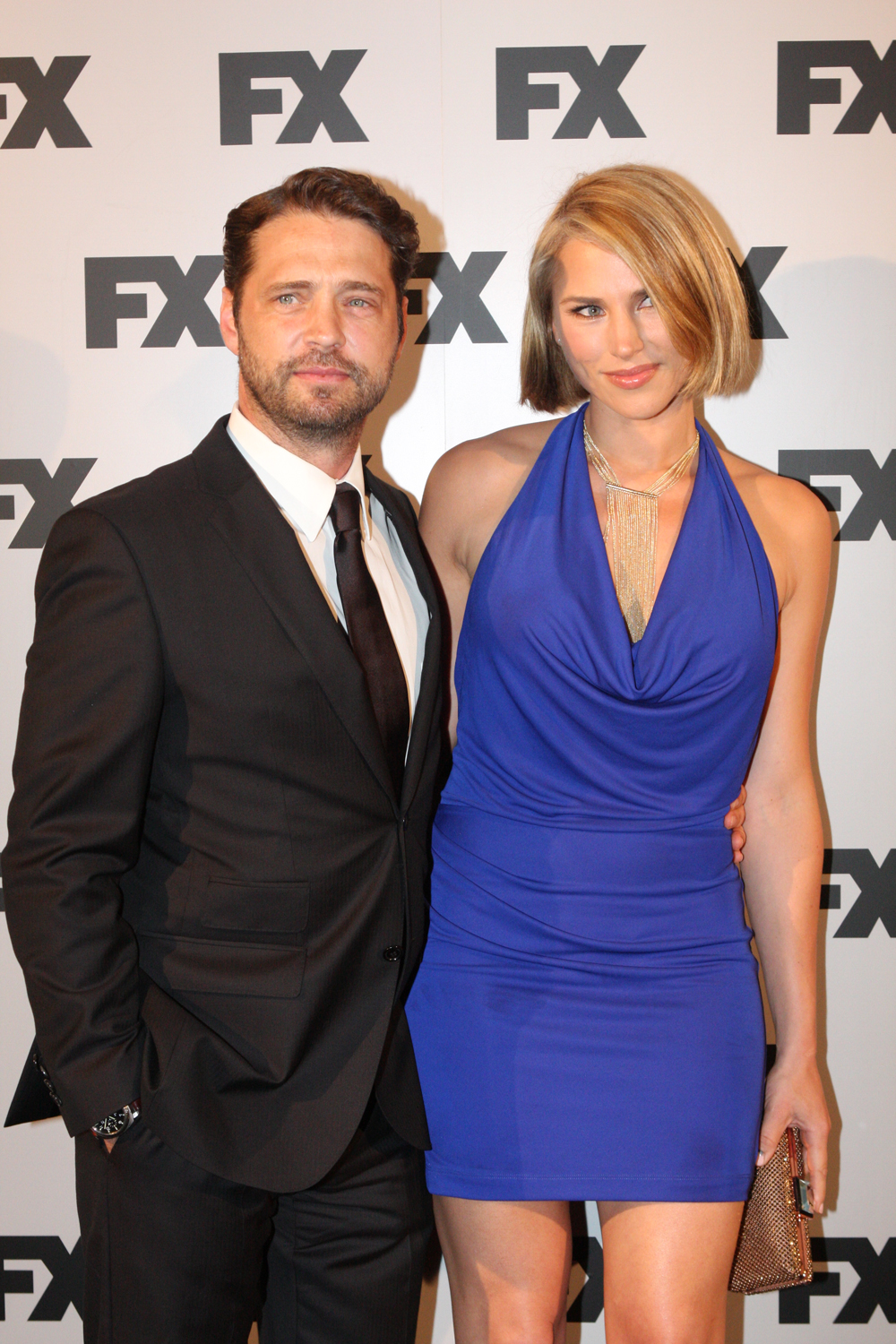
Jason Priestley amb la seva esposa Naomi Lowde-Priestley (2012)

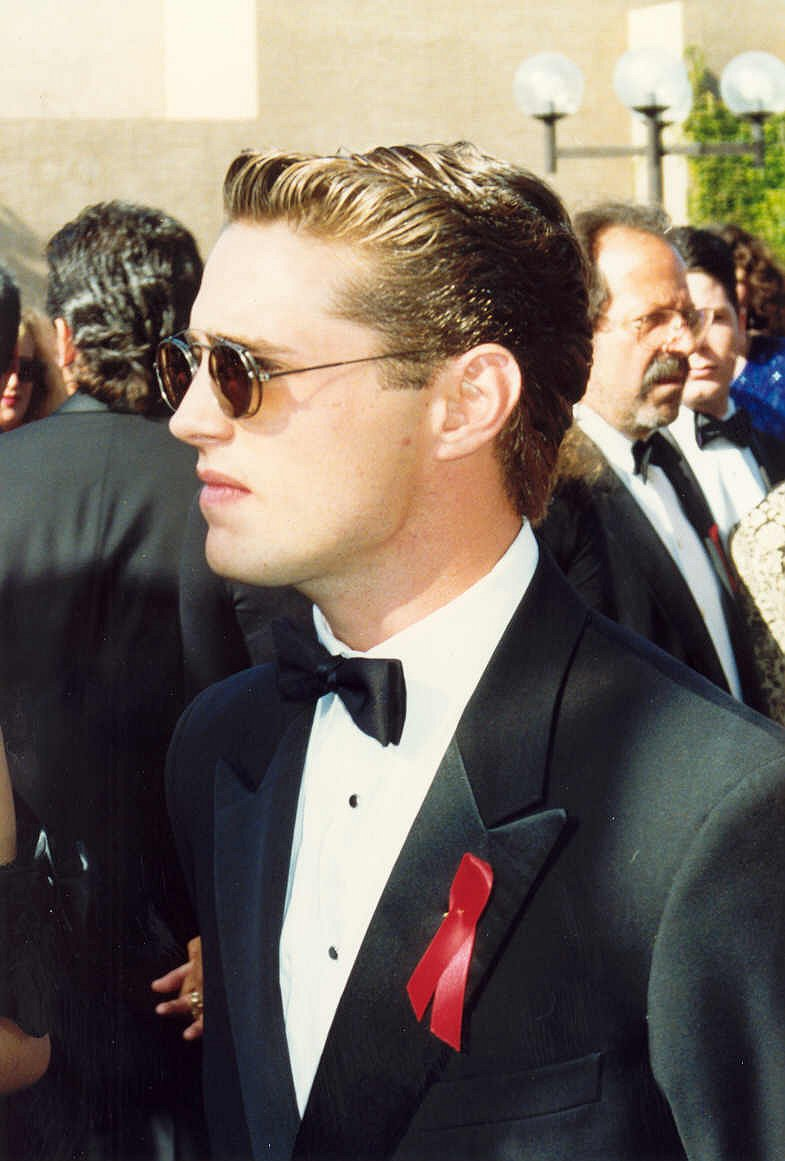
Jason Priestley en l'entrega dels 44 Premis Emmy el 1992

Afeccionat a les carreres de cotxes, Jason Priestley va participat en diverses competicions a nivell aficionat (com el ral·li Gumball 3000). Però va conduir igualment al campionat professional IRL Infiniti Pro Series, el 2002, per l'escuderia Kelley Racing.
L'agost de 2002, un greu accident a l'oval del Kentucky el va portar a renunciar a la competició al més alt nivell. El 2008, hi torna com a coproprietari de la nova escuderia Rubicon Raça Team. L'equip va començar en competició en ocasió dels assajos de les 500 milles d'Indianapolis 2008, però el seu pilot, l'italià Max Papis, no va arribar a qualificar-se per a la cursa.
El 1998, Priestley va estavellar el seu Porsche en un pal telefònic a Hollywood Hills. Va ser arrestat per conduir sota la influència (...) La seva llicència de conduir va ser suspesa per un any i va haver de completar un programa de control d'alcohol.
El 14 de maig de 2005, Priestley es va casar amb l'artista de maquillatge Naomi Lowde. El 2 de juliol de 2007, la parella va tenir una filla, Ava Veronica. El 13 d'abril de 2009, Priestley va anunciar que ell i la seva esposa estaven esperant el seu segon fill, que va néixer el 9 de juliol de 2009 i, segons els informes, es diu Dashiell Orson.
El 9 de juliol de 2007, va revelar en Late Night with Conan O'Brien que s'havia convertit en ciutadà estatunidenc unes setmanes abans.
La germana de Priestley, Justine, també és actriu, i va aparèixer en un parell d'episodis de Melrose Place el 1996.
Ha estat promès durant cinc anys amb Christine Elise, que interpretava el paper d'Émilie Valentine a Beverly Hills.
Des de maig de 2005, està casat amb Naomi Lowde i han tingut una filla, Ava Véronica, nascuda el 2 de juliol de 2007. Són pares per segona vegada el 9 de juliol de 2009 d'un nen anomenat Dashiell Orson.
El 2013, la cadena de restaurants Tim Hortons va crear un nou plat en honor de Priestley, titulada "The Priestley". No obstant això, no es va implementar a escala nacional.
El 6 de maig de 2014, HarperOne va publicar la seva autobiografia, Jason Priestley: A Memoir.

## Èxit mediàtic i social
Jason Priestley va aconseguir l'estrellat mundial gràcies a la sèrie "Sensació de Viure" (Beverly Hills 90210). Al costat de companys de repartiment com Jennie Garth, Shannen Doherty, Brian Austin Green, Gabrielle Carteris, Tori Spelling, Ian Ziering, Luke Perry, Tiffani Thiessen, entre d'altres. La sèrie va arrencar l'any 1990, des d'aquell moment i durant la dècada dels 90's, va ser considerat una icona juvenil per la seva innegable bona aparença i per ser un dels protagonistes de la sèrie més reeixida del moment. En aquesta sèrie va rebre dues nominacions per la seva interpretació del jove, però al mateix temps responsable i optimista Brandon Walsh; sengles nominacions es van repetir el 1993 i 1995.
Una de les seves actuacions destacables va ser en el film Cold Blooded de 1995 on encarna un assassí a sang freda al costat de l'actriu Kimberly Williams i altres destacats actors.

## Filmografia
- Beverly Hills, 90210: (1990-2000)
- Tru Calling: (2004-2005)
- Més enllà de la realitat (The boy Who Could Fly) (1986)
- Watchers (1988)
- Tombstone: (1993)
- La noia del calendari (Calendar Girl) (1993)
- A sang freda (Coldblooded) (1995)
- Love and Death on Long Island (1997)
- Hacks (1997)
- Vanishing Point (1997)
- Conversations in Limbo (1998)
- The Thin Pink Line (1998)
- Ulls que vigilen (Eye of the Beholder) (1999)
- Choose Life (1999)
- Dill Scallion (1999)
- Lion of Oz (2000)
- Herschel Hopper: New York Rabbit (2000)
- The Highwayman (2000)
- El quart àngel (The Fourth Angel) (2001)
- Double Down (2001)
- Darkness Falling (2002)
- Cherish (2002)
- Cover Story (2002)
- Time of the Wolf (2002)
- Fancy Dancing (2002)
- Die, Mommie, Die! (2003)
- Chicks with Sticks (2004)
- Going the Distance (2004)
- Hot Tamale (2006)
- Made in Brooklyn (2006)
- The Last Rites of Ransom Pride
- Sting Jack: (2010)
- Enter the Dangerous Mind (2013)
- Zoom (2015)
- Assassinat a Le Mans (2023)

### Televisió
| Any          | Títol                                           | Paper                           | Notes                                                                    |
| ------------ | ----------------------------------------------- | ------------------------------- | ------------------------------------------------------------------------ |
| 1978         | Stacey                                          | Duncan                          | telefilm                                                                 |
| 1987         | Airwolf                                         | Bobby                           | Episodi: "A Piece of Cake"                                               |
| 1987         | 21 Jump Street                                  | Tober / Brian Krompasick        | Episodis: "Mean Streets and Pastel Houses" & "Two for the Road"          |
| 1987         | Danger Bay                                      | Derek                           | Episodi: "Deep Trouble"                                                  |
| 1988         | MacGyver                                        | Danny                           | Episodi: "Blood Brothers"                                                |
| 1989         | Teen Angel                                      | Buzz Gunderson                  | Repartiment principal (10 episodis)                                      |
| 1989         | Quantum Leap                                    | Pencil                          | Episodi: "Camikazi Kid - June 6, 1961"                                   |
| 1989–90      | Sister Kate                                     | Todd Mahaffey                   | Repartiment principal (19 episodis)                                      |
| 1990         | Teen Angel Returns                              | Buzz Gunderson                  | Repartiment principal (4 episodis)                                       |
| 1990–00      | Beverly Hills, 90210                            | Brandon Walsh                   | Repartiment principal (246 episodis)                                     |
| 1992         | Saturday Night Live                             | Presentador                     | Episodi: "Jason Priestley/Teenage Fanclub"                               |
| 1992         | Drexell's Class                                 | Teen Priest                     | Episodi: "Cruisin'"                                                      |
| 1992         | Eek! The Cat                                    | Bo Diddly Squat (veu)           | 6 episodis                                                               |
| 1994         | Kings Island 20th Anniversary Special           | Presentador                     | Especial de televisió                                                    |
| 1995         | Choices of the Heart: The Margaret Sanger Story | Narrador                        | telefilm                                                                 |
| 1995         | Biker Mice from Mars                            | Jack McCyber (veu)              | Episodis: "Virtual Unreality" & "Hit the Road, Jack"                     |
| 1997         | Vanishing Point                                 | La veu                          | telefilm                                                                 |
| 1997         | The Outer Limits                                | Anthony Szigetti                | Episodi: "New Lease                                                      |
| 1998         | Superman: The Animated Series                   | Reep Daggle/Chameleon Boy (veu) | Episodi: "New Kids in Town"                                              |
| 2000         | Common Ground                                   | Billy                           | telefilm                                                                 |
| 2000         | Homicide: The Movie                             | Detectiu Robert Hall            | telefilm                                                                 |
| 2000         | The 11 O'Clock Show                             | ell mateix                      | 4 episodis                                                               |
| 2000         | Kiss Tomorrow Goodbye                           | Jarred                          | telefilm                                                                 |
| 2001         | Spin City                                       | Scott                           | Episodi: "In the Company of Dudes"                                       |
| 2002         | Jeremiah                                        | Michael                         | Episodi: "...And the Ground, Sown with Salt"                             |
| 2002         | Tom Stone                                       | Doug                            | Episodi: "Little Bitty"                                                  |
| 2002         | Warning: Parental Advisory                      | Charlie Burner                  | telefilm                                                                 |
| 2002         | The True Meaning of Christmas Specials          | Santa Dude                      | TV special                                                               |
| 2003         | 8 Simple Rules                                  | Carter Tibbits                  | Episodi: "Every Picture Tells a Story"                                   |
| 2004         | Rides                                           | Presentador                     | Documental                                                               |
| 2004         | I Want to Marry Ryan Banks                      | Ryan Banks                      | telefilm                                                                 |
| 2004         | Sleep Murder                                    | Peter Radwell                   | telefilm                                                                 |
| 2004         | Quintuplets                                     | Steve Chase                     | Episodi: "Thanksgiving Day Charade"                                      |
| 2004–05      | Tru Calling                                     | Jack Harper                     | Recurrent (temp. 1); elenc principal (temp. 2), 13 episodis              |
| 2005         | Colditz                                         | Flying Officer Rhett Barker     | telefilm                                                                 |
| 2005         | Murder at the Presidio                          | Tom                             | telefilm                                                                 |
| 2005         | What I Like About You                           | Charlie                         | Episodis: "The Perfect Date" & "Halloween"                               |
| 2005         | Snow Wonder                                     | Warren                          | telefilm                                                                 |
| 2006         | Hockeyville                                     | Ell mateix                      |                                                                          |
| 2006         | Love Monkey                                     | Mike Freed                      | Repartiment principal, 8 episodis                                        |
| 2006         | Without a Trace                                 | Allen Davis                     | Crossroads                                                               |
| 2006         | Above and Beyond                                | Sir Frederick Banting           | Miniserie                                                                |
| 2006         | Shades of Black: The Conrad Black Story         | Jeff Riley                      | telefilm                                                                 |
| 2006         | Masters of Horror                               | Alan Alstein                    | Episodi: "The Screwfly Solution                                          |
| 2007         | Subs                                            | Sr. Clayton                     |                                                                          |
| 2007         | Luna: Spirit of the Whale                       | Ted Jeffries                    | telefilm                                                                 |
| 2007         | Medium                                          | Walter Paxton                   | Episodis: "Head Games", "Heads Will Roll" & "Everything Comes to a Head" |
| 2007         | Don't Cry Now                                   | Nick                            | telefilm                                                                 |
| 2007         | Termination Point                               | Caleb Smith                     | telefilm                                                                 |
| 2007         | Everest '82                                     | John Lauchlan                   | Minisèrie                                                                |
| 2007         | Side Order of Life                              | Ian Denison                     | Repartiment principal, 13 episodis                                       |
| 2008         | The Other Woman                                 | Pete                            | telefilm                                                                 |
| 2008         | My Name Is Earl                                 | Cousin Blake                    | Episodi: "Earl and Joy's Anniversary"                                    |
| 2008         | A Very Merry Daughter of the Bride              | William                         | telefilm                                                                 |
| 2009         | Expecting a Miracle                             | Pete Stanhope                   | telefilm                                                                 |
| 2009         | The Day of the Triffids                         | Coker                           | Miniserie                                                                |
| 2010         | Haven                                           | Chris Brody                     | Paper recurrent, 6 episodis                                              |
| 2010–13      | Call Me Fitz                                    | Richard "Fitz" Fitzpatrick      | Paper protagonista, 48 episodis                                          |
| 2011         | Stephen King's Bag of Bones                     | Marty                           | Minisèrie                                                                |
| 2012         | Psych                                           | Clive                           | Episodi: "Neal Simon's Lover's Retreat"                                  |
| 2013         | How I Met Your Mother                           | Ell mateix                      | Episodi: "P.S. I Love You"                                               |
| 2013         | CSI: Crime Scene Investigation                  | Jack Witten                     | Episodi: "Frame by Frame"                                                |
| 2014         | Hot in Cleveland                                | Corey Chambers                  | Episodi: "Rusty Banks Rides Again"                                       |
| 2015         | Welcome to Sweden                               | Ell mateix                      | Episodi: "Ljuden"/"Searching for Bergman"                                |
| 2016         | Raising Expectations                            | Wayne Wayney                    | Repartiment principal                                                    |
| 2016–present | Private Eyes                                    | Matt Shade                      | Repartiment principal                                                    |